# Afrobrunnichia
Afrobrunnichia är ett släkte av slideväxter. Afrobrunnichia ingår i familjen slideväxter.
Kladogram enligt Catalogue of Life:
| Afrobrunnichia | \| \| Afrobrunnichia africana \| \| \| \| \| \| Afrobrunnichia erecta \| \| \| \| |
|                | \| \| Afrobrunnichia africana \| \| \| \| \| \| Afrobrunnichia erecta \| \| \| \| |
|                | Afrobrunnichia africana                                                           |
|                |                                                                                   |
|                | Afrobrunnichia erecta                                                             |
|                |                                                                                   |